# رادار بي-12
بي-12 (بالروسية: Енисей، ينسي) ويسمى «مسند السكين إيه» بحسب لقب تعريف الناتو في الغرب، عبارة عن رادار إنذار مبكر ذو تردد عالي جداً طوره وشغله الاتحاد السوفيتي السابق.

## تطويره
كان بي-12 ينسي تطوراً للرادار السابق بي-10، حيث طورّ بي-12 بين عامي 1954 و1956. بواسطة مكتب تصميم إس كيه بي، قسم من المصنع الحكومي رقم 197 سمي على اسم فلاديمير لينين، الذي طور بي-10 السابق وهو سلف معهد نيجني نوفغورود الحالي لبحوث هندسة الراديو (NNIIRT). دخل رادار ينسي في الخدمة في 1956 بعد الانتهاء بنجاح من برنامج اختبار الرادارات.
في 1958، اجتازت نسخة محدثة من بي-12 عملية الاختبار ودخلت الخدمة باسم بي-12 إم وتميز الرادار المُحدّث بالقدرة على تحويل تردد الرادار في نطاق 10 ميجاهرتز. أُضيف تحديث إضافي في 1962 في نسخة رادار بي-12 إم بي والذي يتميز بموثوقية محسنة وتقليل إشعاع الفص الجانبي والقدرة على الاقتران مع رادار بحث نطاق سنتيمتري وفي 1970 زودّ الرادار بمعدات وميض لتحسين حصانته ضد الصواريخ المضادة للإشعاع. كانت النسخة الأخيرة من بي-12 هي بي-12إن بي الذي أُنتجّ أيضاً باسم بي-12إن إيه بهيكل نقل مختلف. تميز بي-12إن بي مقارنة مع بي-12إم بي السابق بنطاقات رصد ودقة محسّنة بالإضافة إلى القدرة على تحديد موقع مقصورة التحكم على بعد 500 متر من الهوائي لتعزيز نجاة الطاقم في حالة الهجوم على الرادار.

## وصلات خارجية
- NNIIRT